# Archipiélago de Samoa
El archipiélago de Samoa (del samoano: Motu o Sāmoa), anteriormente conocidas en español como  las islas de los Navegadores, es un grupo de islas localizadas en el centro-sur del océano Pacífico. Geográficamente pertenecen a la región de la Polinesia, aunque políticamente el archipiélago es administrado como dos entidades separadas, a saber:
- Estado Independiente de Samoa, un estado soberano, conocido como Samoa Occidental hasta 1997;
- Samoa Americana, un territorio de los Estados Unidos, también llamado Samoa Oriental.

- Datos: Q162126
- Multimedia: Samoa Islands / Q162126